# Талашкіно
 Талашкіно  — село Смоленської області, 18 км на південь від автошляху А141 Орел — Вітебськ. 
Кількість мешканців дорівнює 1550 осіб. Адміністративний центр Талашкинського сільського поселення.
В селі діє музейний історико-архітектурний комплекс «Теремок».

## Історичні дані
Перші письмові згадки датовані 16 століттям, коли ці зімлі підкорила собі Польща. Землі були передані королем Сігізмундом ІІІ родині Шупинських. Відомості про садибку є у 18 столітті.
Наприкінці 19 століття. Талашкіно придбали князі Тенішеви. Активно перебудовою садиби займалася княгиня Тенішева Марія Клавдіївна (1858—1928), що бажала мати садибу поблизу від володінь подруги дитинства — К. Святополк-Четвертинської.

## Садиба Тенішевих до 1917р.
З 1893 р. тут розпочинаються діяльні роботи по створенню художнього центру з майстернями декоративно-ужиткового мистецтва. Водночас володарка Марія Клавдіївна збирає мистецькі і етнографічні колекції, частку яких перевозить в музейчик садиби. Особа цілеспрямована, княгиня Тенішева починає систематичну працю по створенню відповідних колекцій, широких за часом створення і тематикою -
- вироби зі скла
- вироби з металу
- кераміка
- текстиль
- вишивка
- килимарство
- меблі
- лозоплетіння тощо.

З часом колекції розрослися в справжні музейні комплекси, де було вдосталь рідкісних чи унікальних речей. Родзинкою серед них була колекція емалей, технологію створення яких відновила сама Тенішева. Княгиня передасть мистецькі збірки Московському археологічному інституту. У 1905 р. для музейних збірок будується спеціальна споруда в місті Смоленськ і їх вивозять з Талашкіна. У 1907 р. найкращі речі збірки (що досягла 10.000 одиниць) показав Лувр в Парижі.
Водночас розпочинається меценатська діяльність княгині і налагодження зв'язків з сучасними російськими митцями. Замовляючи власні портрети відомим художникам доби, Тенішева підтримує їх матеріально. Її портретували -
- Рєпін Ілля Юхимович
- Сєров Валентин Олександрович
- Врубель Михайло Олександрович
- Коровін Костянтин Олексійович
- Андерс Цорн.

Тенішева матеріально підтримала видання журналу «Світ мистецтва» і була зайомою художника Бенуа Олександра Миколайовича та імпресаріо Дягілєвим Сергієм Павловичем.
В Талашкіно виникає низка споруд, пов'язаних з виробництвом і культурою - музей старовини, театр, садибна церква, майстерні для Тенішевої та художників, меблярів тощо. Керувати майстернями Тенішева запросила з Москви багатодітного художника Малютіна Сергія Васильовича (1859—1837), чим рятувала того від злиднів.

## Музейний історико-архітектурний комплекс «Теремок».
Князь Тенішев помер до 1917 р. Марія Клавдіївна перебралася у Крим, звідки емігрувала у Францію, де і доживала останні роки. Більшість її колекцій та коштовностей залишилась в СРСР, була пограбована, знищена чи передена в інші музеї.
За часів СРСР садиба постраждала і збережна частково. Більшість дерев'яних споруд колишнього комплексу знищена, родинний склеп Тенішевих розорено. Від колишніх споруд врятовані -
- Теремок
- садибна церква. Остання досить незвична за формами і неканонічна за оздобами. Споруда центрична, з одню банею і низкою архітектурних кокошників. Храм Святого Духа не був освячений церквою і через неканонічність мозаїки «Спас Нерукотворний», створеної за ескізами художника Реріха Миколая Костянтиновича.

## Галерея

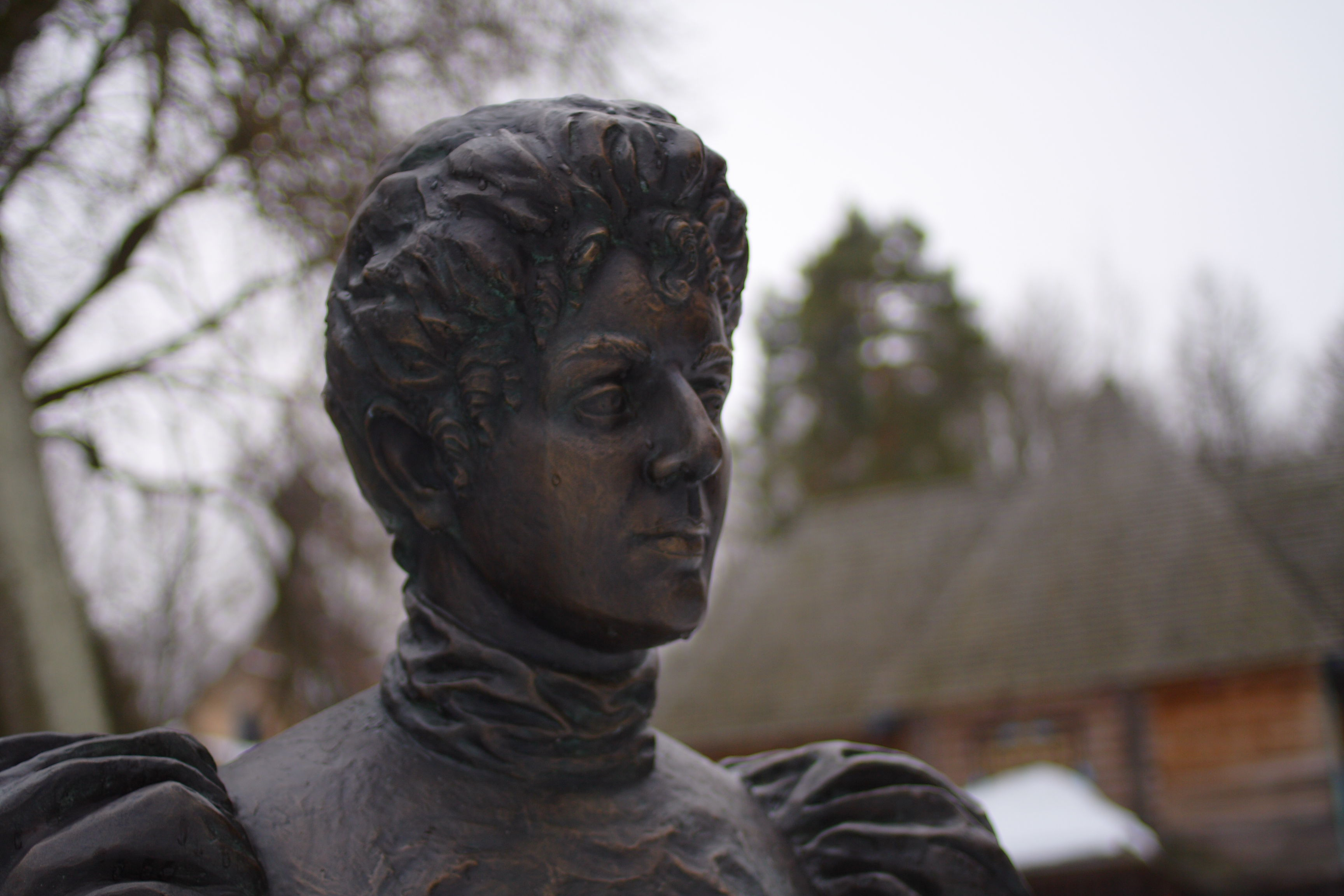
Монумент Марії Тенишевій
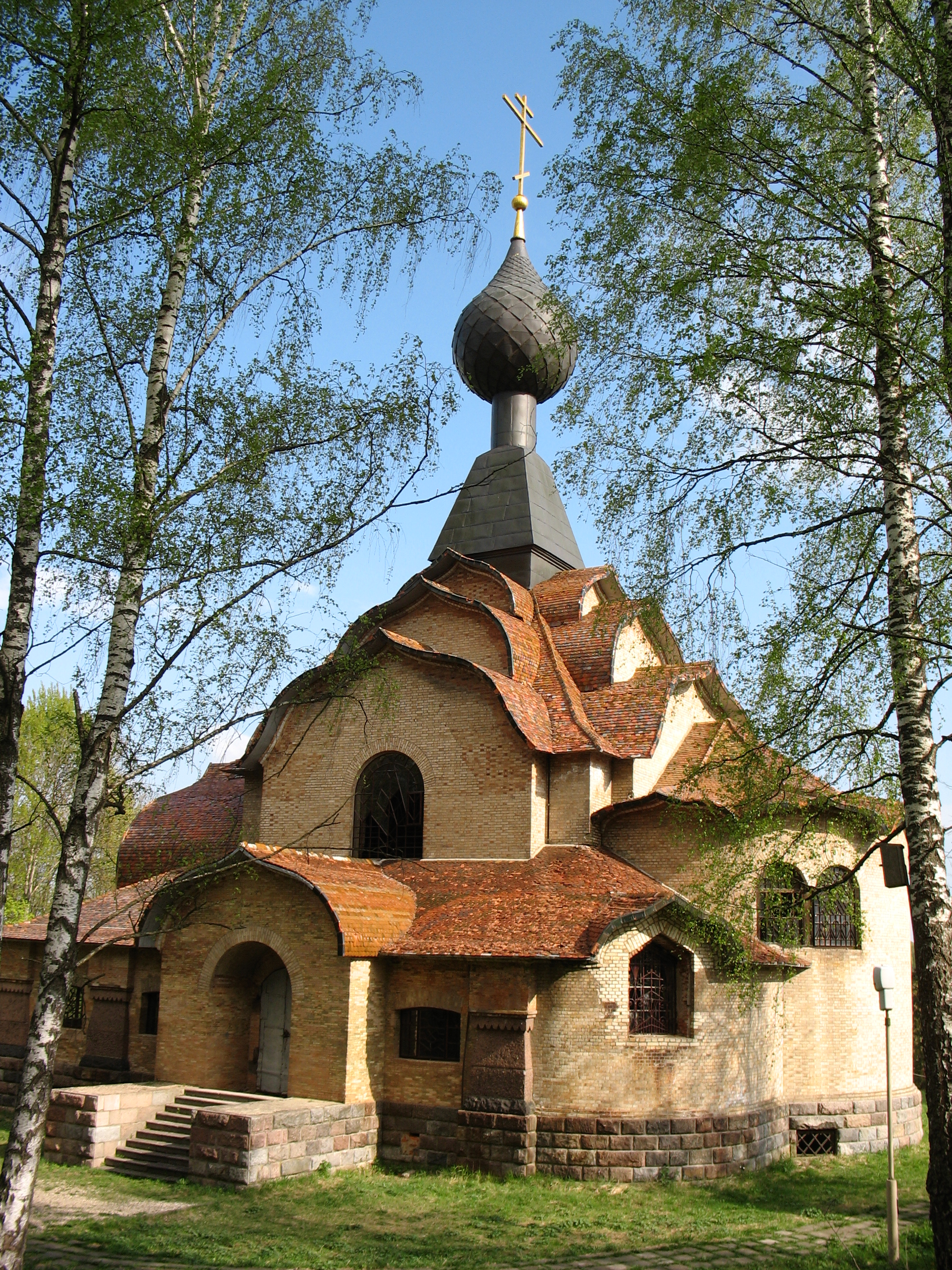
Храм Святого Духа
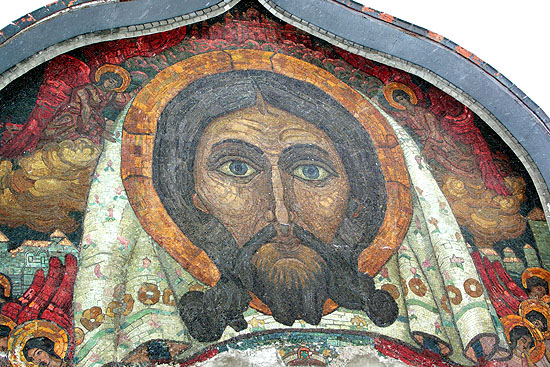
Мозаїка «Спас Нерукотворный» Худ. Реріха.
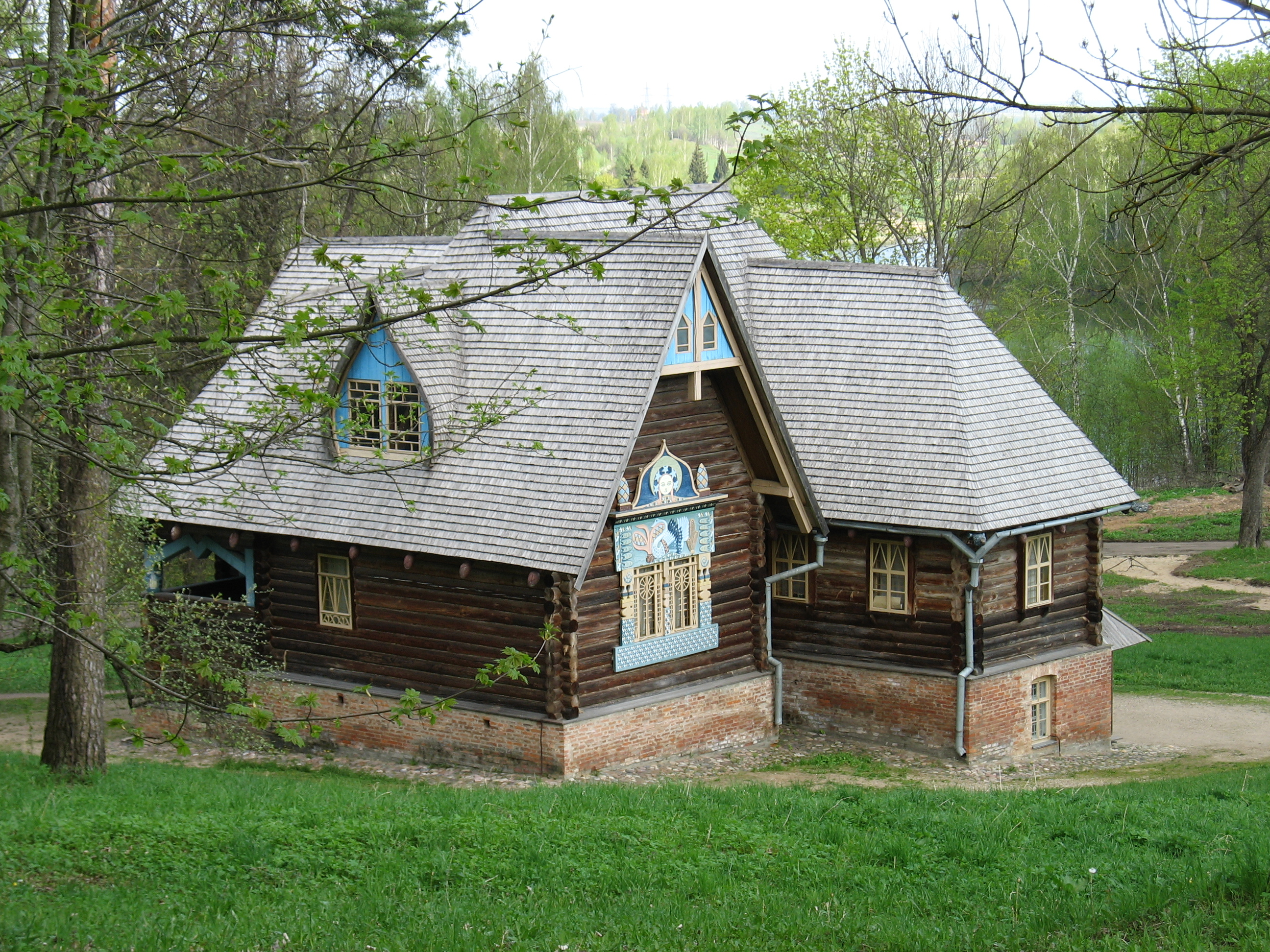
Музей «Теремок»